# Route 395 (Québec)
Pour les articles homonymes, voir Route 395.

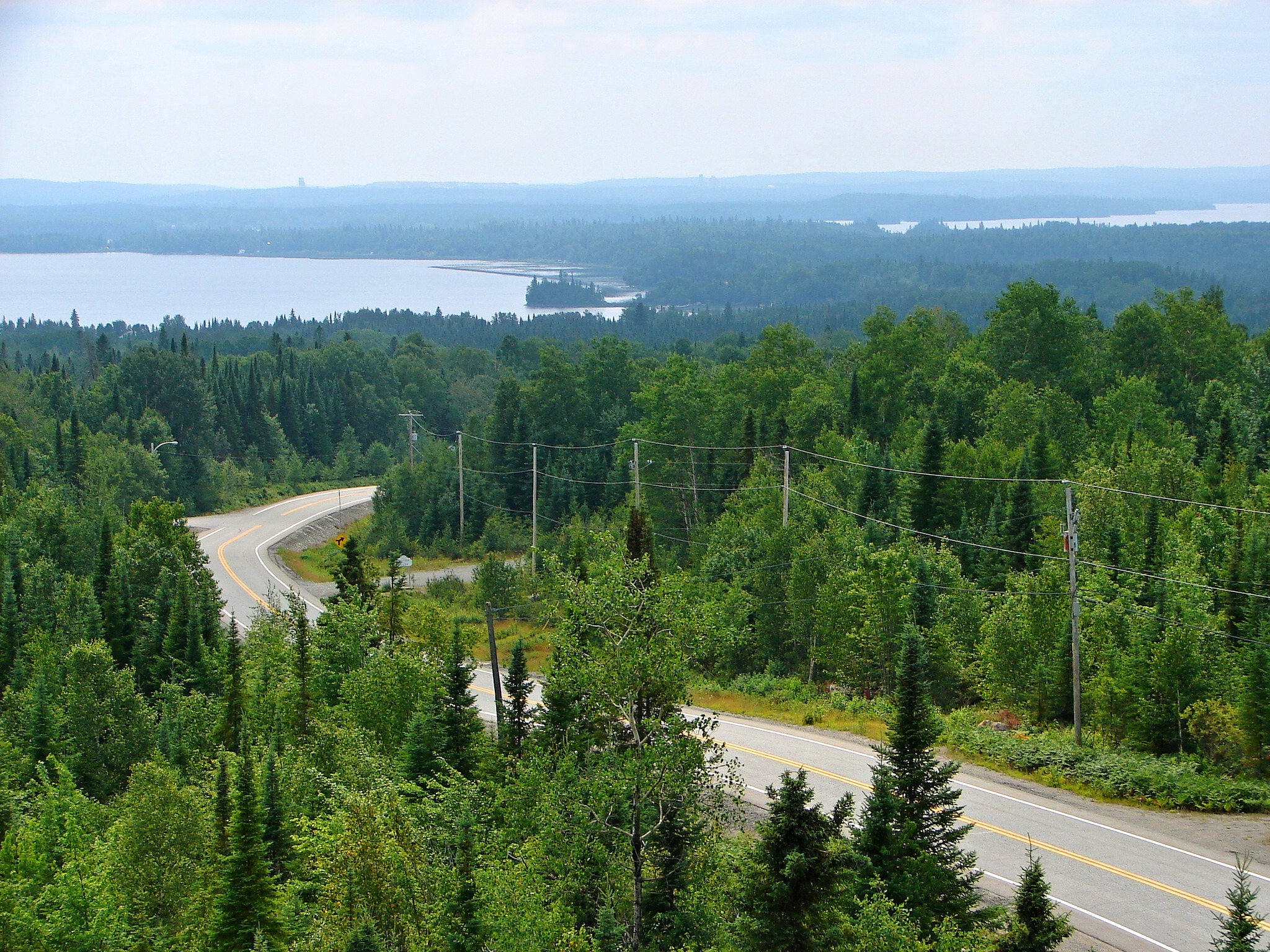
Route 395 sud de Preissac

La route 395 (R-395) est une route régionale québécoise d'orientation nord / sud située sur la rive nord du fleuve Saint-Laurent. Elle dessert la région administrative de l'Abitibi-Témiscamingue.

## Tracé
L'extrémité sud de la route 395 se trouve à l'extrémité est de Rouyn-Noranda sur la route 117. Son extrémité nord, quant à elle, est située à Rochebaucourt, sur la route 397. Les 43 derniers kilomètres de la route sont en gravier.

## Localités traversées (du sud au nord)
Liste des municipalités dont le territoire est traversé par la route 395, regroupées par municipalité régionale de comté.

### Abitibi-Témiscamingue
Hors MRC
- Rouyn-Noranda

Abitibi
- Preissac
- Sainte-Gertrude-Manneville
- Amos
- La Morandière-Rochebaucourt (La Morandière)
- La Morandière-Rochebaucourt (Rochebaucourt)

## Intersections majeures
| MRC                     | Municipalité                | km     | Destinations                                          | Notes                                                                                |
| ----------------------- | --------------------------- | ------ | ----------------------------------------------------- | ------------------------------------------------------------------------------------ |
| Rouyn-Noranda           | Rouyn-Noranda               | 0,00   | R-117 – Cadillac, Val-d'Or, Rouyn-Noranda             |                                                                                      |
| Abitibi                 | Amos                        | 56,50  | R-109 / R-111 nord – Matagami, La Sarre, Rivière-Héva | Terminus sud du multiplex avec la R-111; La Sarre indiqué en direction sud seulement |
| Abitibi                 | Amos                        | 57,90  | Rue Principale                                        | Carrefour giratoire                                                                  |
| Abitibi                 | Amos                        | 58,20  | R-111 sud – Val-d'Or                                  | Terminus nord du multiplex avec la R-111; carrefour giratoire                        |
| Abitibi                 | La Morandière-Rochebaucourt | 122,70 | R-397 – Rochebaucourt, Despinassy                     |                                                                                      |
| - Terminus de multiplex |                             |        |                                                       |                                                                                      |